# 堀部美行
堀部 美行（ほりべ みゆき、1930年（昭和5年）11月15日 - 2013年（平成25年）9月13日）は、日本の美容家であり、教育家でもある。韓国・又松大学校客員教授、山野美容芸術短期大学客員教授を務めた。岡山県倉敷市出身。

## 経歴

### 生い立ち
1930年（昭和5年）岡山県浅口郡玉島町（現：倉敷市）にて誕生する。その後、1943年（昭和18年）旧制岡山県立高梁中学（現：岡山県立高梁高等学校）へ入学し、東京都渋谷区長とつとめる小倉基、学問分野で流行学の創始をした宮本悦也がいた。1948年（昭和23年）同校を卒業する。

### 美容家として
堀部の学生時代は、旧制中学と新制高校との切替えと戦争直後の混乱時期が重なり世の中が安定しなかった。そのため、学校の秩序は乱れ勉強にも力が入らず、 毎日何をしたらよいか判らない時代だった。その頃、堀部の実家が美容院をしており、家業の手伝いをしているうち興味がわいたと本人は後に語っている。当時、旧制中学を卒業すると上級学校（新制大学等）へ進学することが一般的であったが、美容という道を選んだ。
当時、美容は女性の職業とされており、男性がこの業界に進むのは非常に珍しく、勇気のいる決断だった。実家が美容室を営んでいたこともあり、自然とこの仕事への興味が芽生えたが、一流を目指すには道のりは険しかった。著名な山野愛子のもとで学ぶことを目標に掲げた堀部は、何度も手紙を送ったが返事はなかった。そのため堀部は上京し、山野美容学校短期講習を受講しながら技術を磨き、遂に山野美容室銀座店に入社した。その後、技術力の高さを認められ、店内でNo.1の評価を得るまでになった。この経験から得た「やればできる」という自信は、彼の生涯を通じての原動力となる。
1958年（昭和33年）27歳で堀部は独立し「堀部美容室」を新橋に開店。しかし、今まで自分の顧客だと思っていた得意先は山野愛子美容室の顧客であり、 堀部が新たにオープンした美容室の客で無いことがわかり、初心に帰り再度真摯に仕事に取り組んだ。その後も挑戦を続け、1975年（昭和50年）には、フランスで開催された国際美容協会主催の世界大会に日本代表として出場する。以降も数々の国際大会に参加し、「東洋のマジックハンド」と称される独自の技術で注目を浴びた。1980年には世界美容家協会（ICD）日本ファッション委員長に就任し、パリを拠点に世界のトレンドを発信。これにより、堀部は国際的にもその名を知られる存在となった。

### 大学の客員教授として
堀部は、日本の美容界を世界に広める先駆者でもあった。1975年（昭和50年）以降、ニューヨーク、パリ、リオデジャネイロ、ラスベガス、バンコクなど、世界各国で開催されたヘアショーや美容大会に日本代表として出演。1984年（昭和59年）にはハンガリー・ブダペストで日本人初のヘアショーを成功させ、1985年（昭和60年）にはモナコ大会で最高の栄誉である「ICDオフィシェ賞」を受賞する。これらの功績により、堀部の技術は国境を越え、多くの美容師たちから知られる存在となった。
また、堀部は後進の育成にも力を入れ、1964年（昭和39年）には「堀部モードサークル」を発足させ、技術を共有し合う場を提供。国内外で開催されたヘアショーやセミナーでは、日本独自の美意識と最新技術を融合させたスタイルを発表し、多くの美容師たちに影響を与える。また、著書『ロングヘア 堀部美行の技法』（1968年）をはじめ、多数の専門書を執筆し、その技術と哲学を後世に伝えてる。今までの功績が認められて、1998年（平成10年）67歳のときに、山野美容芸術短期大学の客員教授となり、2007年には韓国の又松（ウソン）大学校の客員教授となった。
その後も堀部は精力的に活動を続け、2008年（平成20年）には78歳で日本ヘアドレッシングアワード（JHA）の大賞に初挑戦。2012年（平成24年）の名古屋ショーでは、美容師としての最後のステージを飾った。2013年（平成25年）9月13日、82歳で死去。

## 主な著書
- 『ロングヘア堀部美行の技法』, 女性モード社, 1968年
- 『堀部美行のセッティングヘア』, 女性モード社, 1978年
- 『ロングヘア続』, 女性モード社, 1981年
- 『日本の櫛・西洋の櫛』, 野崎美術館, 1996年
- 『アップヘアをマスターする』, 女性モード社, 1997年
- 『The Dressed Hair』, 百日草, 2000年